# Cabreratunnel
Der Cabreratunnel ist ein Eisenbahntunnel der spanischen Neubaustrecke Madrid–Valencia. Er unterquert, bei Valencia, die Sierra de la Cabrera und trägt daher ihren Namen. Die beiden Röhren messen eine Länge von rund sechs Kilometern.
Mit einer Bauzeit (Rohbau) von 14 Monaten gilt seine Errichtung als außergewöhnlich zügig.

## Verlauf
Der Tunnel besteht aus zwei getrennten, jeweils eingleisigen Röhren von 5974,40 bzw. 5966,40 m Länge.
Die Gradiente steigt im Verlauf des Tunnels zum Ostportal kontinuierlich an. Zwischen den beiden Portalen wird ein Höhenunterschied von 170 m überwunden.
Er gehört zum 11,2 km langen Teilabschnitt Siete Aguas–Buñol der Neubaustrecke.

## Geschichte
Der Bau des Tunnels, mittels einer Tunnelbohrmaschine, gilt als außergewöhnlich zügig. Die Maschine wurde am 12. April 2007 beim Hersteller in Schwanau abgenommen und ging am 27. Juli gleichen Jahres in Betrieb. Beim Vortrieb der ersten Röhre wurden Tagesleistungen bis zu 83,2 Metern erreicht. Der Vortrieb der ersten Röhre wurde am 25. Januar 2008 abgeschlossen.
Der Vortrieb der zweiten Röhre begann am 5. Mai 2008. Der Vortrieb dieser Röhre wurde bereits am 25. September 2008 abgeschlossen. Die vorgesehene Bauzeit wurde damit um fünf Monate unterschritten, die Gesamtbauzeit um insgesamt ein Viertel. Pro Tag wurden Vortriebsleistungen von bis zu 105,60 Metern erreicht, in der zweiten Röhre lag die durchschnittliche Wochenleistung von 278 Metern.
Die Schnellfahrstrecke Madrid–Levante wurde am 19. Dezember 2010 in Betrieb genommen.

## Quelle
- Meldung 2. Durchstich am Cabrera-Tunnel bei Valencia. In: Tunnel, 1/2009, S. 4 f., ISSN 0722-6241